# دياني ماسيدو
دياني ماسيدو (بالإنجليزية: Diane Macedo)‏ هي صحفية ومغنية ومذيعة أمريكية، ولدت في 28 فبراير 1982 في مينيولا في الولايات المتحدة.

## وصلات خارجية
- دياني ماسيدو على موقع IMDb (الإنجليزية)